# 浪速運送
浪速運送株式会社（なにわうんそう、英称：Naniwa Co.,Ltd.）は、大阪市西区に本社を置く運送会社である。

## 会社概要
「ファッションサービス ナニワ」のグループネームで知られる運送会社。衣類のハンガー輸送や百貨店への一貫納品、流通加工などアパレル製品の輸送を主力とする。中国の深圳・大連・上海にも現地法人を設けている。近年は郵船ロジスティクスと組みカンボジアからのアパレル製品一貫輸送体制を構築するなど、アパレル各社による東南アジアシフトの物流ニーズを捉えようと試みている。

## 沿革
- 1927年 - 大阪市で、浪速運送の前身である「大東運送」創業
- 1950年 - 「浪速運送株式会社」設立
- 1968年 - ファッション物流に本格参入
- 1980年 - 営業倉庫部門「浪速ファッション物流株式会社」設立（2004年に浪速運送と統合）
- 1988年 - 損害保険会社「浪速保険サービス」設立
- 1991年 - 本社を西区南堀江に移転
- 1992年 - イトーヨーカドーの共同配送・ハンガー納品システム稼働、小売物流に本格参入
- 1996年 - 百貨店の調達物流に本格参入
- 1999年 - 深圳に流通加工センターを開設し、中国に進出。2002年に大連、2003年には上海にセンターを開設。

## 関連項目

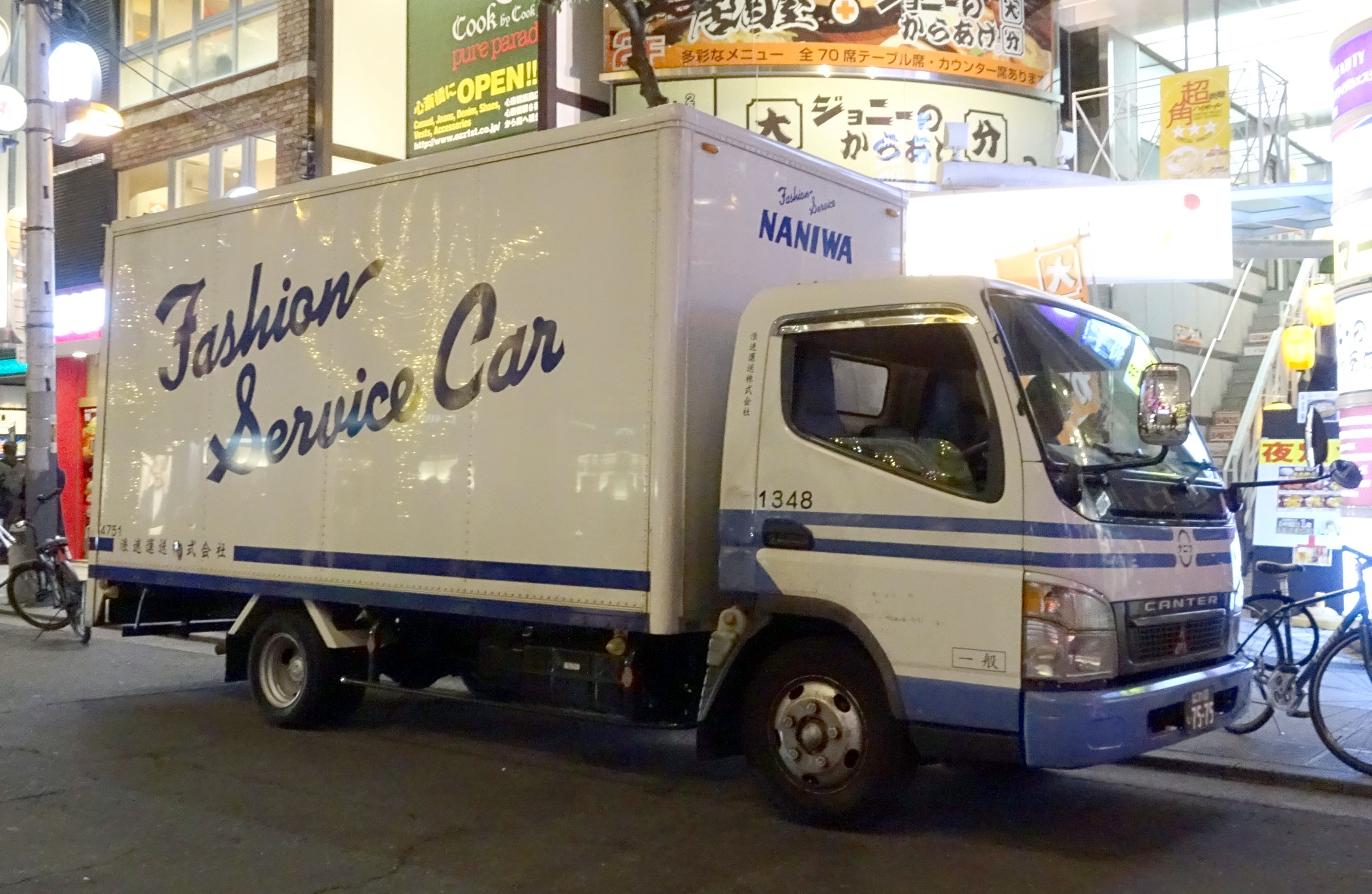
浪速運送のトラック外観。